# Liverpool (Nouvelle-Écosse)
Pour les articles homonymes, voir Liverpool (homonymie).
Liverpool est une localité et une ancienne ville de la Nouvelle-Écosse situé dans la municipalité régionale de Queens à l'embouchure de la rivière Mersey.

## Histoire
La ville de Liverpool a été dissoute lors de la création de la municipalité régionale de Queens.